# Mertcan Ayhan
Mertcan Ayhan (* 8. September 2006 in Gelsenkirchen) ist ein türkisch-deutscher Fußballspieler auf der Position des Innenverteidigers. Seit der Saison 2025/26 steht er im Profikader des FC Schalke 04.

## Privates
Mertcan Ayhan ist der jüngere Bruder des türkischen Nationalspielers Kaan Ayhan.

## Vereinskarriere
Ayhan wurde am 9. September 2006 in Gelsenkirchen geboren. Seit 2014 spielte er in der Jugendabteilung des FC Schalke 04. 2022 holte er mit der U17 der Schalker die deutsche Meisterschaft. In dieser Mannschaft spielten er bereits mit Vitalie Becker, Max Grüger und Taylan Bulut, mit denen er später ebenfalls bei seinem Debüt für die Lizenzmannschaft auf den Platz stehen sollte.
Im Juli 2025 unterschrieb Ayhan seinen ersten Lizenzspielervertrag beim FC Schalke 04. Dieser ist zunächst bis 2028 gültig, für beide Seiten besteht jedoch eine Option auf eine Verlängerung um ein Jahr. Sein Debüt für die Profimannschaft des FC Schalke 04 gab Ayhan am 1. August 2025 beim Auftaktspiel der 2. Bundesliga für die Saison 2025/26 gegen Hertha BSC.

## Nationalmannschaft
Ayhan wurde Anfang 2022 von Soykan Başar in den Kader der türkischen U17 berufen und gab sein Länderspieldebüt am 22. Februar 2022 bei einer 1:0-Niederlage gegen die italienische U17. Ab 2024 spielte Ayhan nach seiner Berufung durch Sabri Sarıoğlu für die türkische U19 und debütierte für diese am 15. November bei einem Freundschaftsspiel gegen die U19 der Schweiz, in welchem er ebenfalls sein erstes Tor für die türkische U19 erzielte.

## Erfolge
- 2021/22: Deutscher B-Junioren-Meister